# بخش وست لند (شهرستان گرنزی، اوهایو)
بخش وست لند (به انگلیسی: Westland Township) یک منطقهٔ مسکونی در ایالات متحده آمریکا است که در شهرستان گرنزی، اوهایو واقع شده‌است.
 بخش وست لند ۶۵٫۷ کیلومتر مربع مساحت و ۲٬۰۷۳ نفر جمعیت دارد و ۲۷۹ متر بالاتر از سطح دریا واقع شده‌است.